# Михајло Димитријевић
Михајло Димитријевић (Банатско Ново Село 27. маја 1927 — Београд, 2. новембар 1995) је југословенски атлетски репрезентативац учесник свих међународних такмичења у периоду од 1947. до 1955. године. Такмичио се у скоку увис. Био је члан АК Партизан из Београда.
Од 1948 до 1953 био је првак Југославије у скоку увис. У том периоду пет пута је обарао државни рекорд у распону од 1,91 до 1,97 метара.
Прво међународно такмичење било је Европском првенству 1950. у Бриселу, где је заузео 9 место (1,85 м). Следеће године на Медитеранским играма у Александрији је трећи (1,80 м) са својом првом медаљом на међународним такмичењима.
Учесник је Летњих олимпијских игара 1952. у Хелсинкију, где је у финалу скока увис поделио 20 место са 1,80 м, а на Балканским играма 1953. у Атини, освојио је сребрну медаљу са 1,84 м.